# Megaselia impariseta
Megaselia impariseta är en tvåvingeart som beskrevs av Bridarolli 1937. Megaselia impariseta ingår i släktet Megaselia och familjen puckelflugor. Inga underarter finns listade i Catalogue of Life.